# ایس‌برکر کلاس ایسوگل
ایس‌برکر کلاس ایسوگل (به انگلیسی: Eisvogel-class icebreaker) یک کلاس از کشتی است که طول آن ۳۸٫۸۵ متر (۱۲۷ فوت ۶ اینچ) می‌باشد.